# Wanganui
Cet article concerne la ville néo-zélandaise. Pour le fleuve néo-zélandais, voir Whanganui.
Wanganui ou Whanganui (/ˈ(h)wɒŋənuːi/ ; en maori : /ɸaŋanui/) est une zone urbaine et district de la côte ouest de l'île du Nord de la Nouvelle-Zélande, dans la région de Manawatū-Whanganui.
Elle fut, comme plusieurs autres centres urbains, considérée comme une ville jusqu'à la réorganisation administrative de 1989 ; elle est depuis régie par un district council. Malgré cela, Wanganui est souvent vue comme une ville par les Néo-Zélandais.

## Ville
Wanganui est située sur les rives de la baie de Taranaki du sud, près de l'embouchure du fleuve Whanganui. Elle est à 200 km au nord de Wellington et à 75 km au nord-ouest de Palmerston North, à l'intersection des State Highways 3 et 4. La plus grande partie de la ville se situe sur la rive nord-ouest du fleuve, quoique quelques banlieues s'étendent sur l'autre rive.
Elle est administrée par le Wanganui District Council (Conseil communal de Wanganui).

### Le nom
« Whāngā nui » signifie « grande baie » ou « grand port » en māori. Le premier nom de la ville fut Petre, en honneur de Lord Petre, officier important de la New Zealand Company. Il fut changé en Wanganui en 1852.
L'accent māori de la région fait que la prononciation de wh soit w suivi d'un mouvement de glotte, ce qui fait que la prononciation du nom est à peu près « W'anganui », difficile à prononcer pour les non-natifs, même Māori. Jusqu'à récemment elle fut généralement épelée Wanganui et prononcé avec w simple par ceux ne parlant pas le māori et avec wh par ceux parlant cette langue et connaissent l'accent de la région.
À la suite d'un article de David Young dans le magazine New Zealand Geographic parlant du fleuve qui utilise l'orthographe Whanganui en accord avec les iwi locaux, on a changé le nom du fleuve en Whanganui en 1991. Le nom de la région reste Manawatu-Wanganui (quoiqu'elle soit parfois orthographiée avec le h) et la ville Wanganui. Les personnes non natives s'efforcent depuis de prononcer le nom du fleuve et de la région Whanganui et la ville Wanganui.
Un référendum eut lieu en 2006 sur le nom de la ville ; 82 % des habitants (sur une participation de 55,4 %) ont voté pour conserver l'orthographe sans h.

### Histoire
La région autour de l'embouchure du Whanganui fut un centre majeur d'établissements māori. Dans les années 1820, les iwi (tribus) de la région attaquèrent l'île de Kapiti, territoire du chef Ngati Toa Te Rauparaha. Celui-ci eut sa revanche en 1830 lors du pillage du pā de Putiki et le massacre de ses habitants. Les premiers marchands européens arrivent l'année suivante, suivis de deux missionnaires chrétiens en 1840, Octavius Hadfield et Henry Williams, qui collectaient des signatures pour le Traité de Waitangi. Après l'installation de la New Zealand Company Wellington, celle-ci essaie de trouver de meilleurs endroits pour établir des colons. Edward Wakefield, fils d'Edward Gibbon, négocie l'achat de 40 000 acres (environ 161 km²) en 1840. Peu après, est fondé un village nommé Petre à l'embouchure du fleuve ; le nom est changé en Wanganui le 20 janvier 1854.
Les premières années furent difficiles. L'achat des terres des iwi locaux ayant été erratiques et irrégulières, les Māori étaient fâchés par la présence de Pa-keha- sur ce qu'ils estimaient être leurs terres. Ce n'est que huit ans après la fondation de la ville qu'on arriva à un accord entre les Māori et les colons, mais quelques rancœurs se font encore sentir.
Wanganui grandit rapidement après les accords ; la terre des environs commença à être travaillée. Elle fut une base militaire importante pendant les guerres de Nouvelle-Zélande des années 1860, mais les Māori du pā de Putiki dirigés par Hori Kingi Te Anaua, restèrent alliés des colons de Wanganui.
En 1871, est construit le pont appelé « Town Bridge », et six ans plus tard le pont ferroviaire. La ville est reliée à New Plymouth et à Wellington en 1886 par voie ferroviaire.
Wanganui est incorporée comme borough le 1er février 1872 et déclarée ville le 1er juillet 1924.
Le scandale le plus connu de Wanganui eut lieu en 1920, quand le maire, Charles Mackay, tira sur le jeune poète D'Arcy Cresswell, le blessant. Cresswell faisait du chantage à Mackay sur son homosexualité. Mackay fit sept ans de prison. Son nom sera purgé des documents de la ville, tandis que Cresswell (lui-même également homosexuel) est déclaré « un jeune homme sain ».
L'embouchure du Whanganui est sacré pour les Māori ; le contrôle de la région est un motif de discorde. En 1995, des jardins de Moutoa (Paikatore en māori), sont occupés pendant 79 jours lors d'une manifestation assez pacifique des iwi de Whanganui à propos du contrôle des terres.
Wanganui fut le site de la Law Enforcement System (LES) de la police de la Nouvelle-Zélande (en) de 1976 à 1995 ; il s'agissait d'un ordinateur central Sperry plus connu sous le nom de « Wanganui Computer ». Le centre abritant le LES fut la cible d'un attentat-suicide en 1982, quand l'anarchiste Neil Roberts fit exploser une bombe de gelignite dans l'entrée du bâtiment. La seule victime sera Roberts lui-même.

### Installations

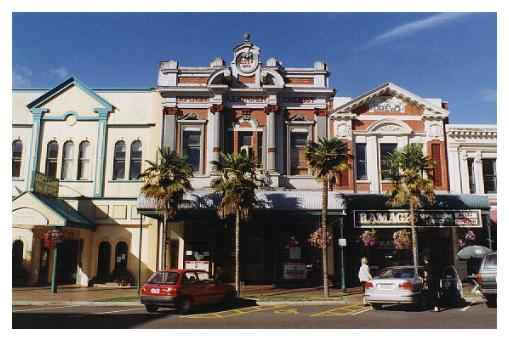
Victoria Avenue.

Les édifices les plus connus de la ville sont la galerie d'Art Sarjeant et le Bâtiment de l'Opéra (en), construit en 1901. 
Le stade local s'appelle Cook's Gardens ; on s'y adonne au cricket, à l'athlétisme et au cyclisme. Le 27 janvier 1962, un record mondial de course sur la distance d'un mile fut établi par Peter Snell, le triple champion olympique de Demi-fond sur l'herbe du stade.
La majeure partie de la ville se situe sur la rive nord-ouest du fleuve, qui est enjambé par quatre ponts : Cobham, City, Dublin Street et Aramoho, ce dernier étant ferroviaire et piétonnier. 

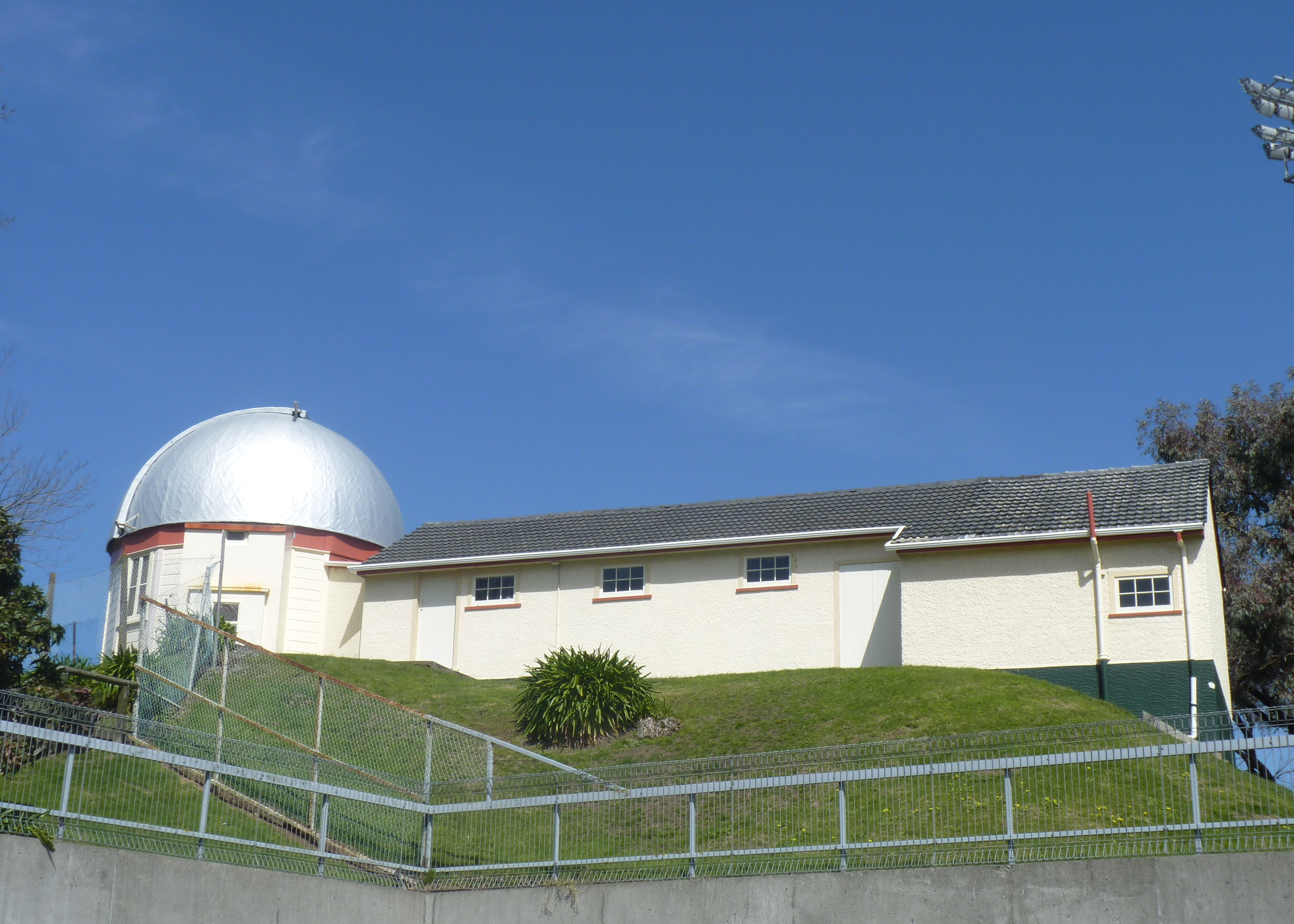
L'observatoire Ward de Whanganui (incluant un télescope).

Près du coin sud-est du pont City, on trouve un funiculaire menant au sommet de la colline Durie.
Les villes satellites sont (dans le sens des aiguilles d'une montre, partant du sud), Gonville, Castlecliff, Springvale, St Johns Hill, Aramoho, Wanganui East, Bastia Hill, et Durie Hill. 
Toutes, sauf les trois dernières, sont localisées sur la rive nord-ouest du fleuve.
Une grande partie de l'économie de la ville est liée à l'agriculture de sa périphérie. Il y a également des industries maritimes et d'ingénierie.

### Climat
Elle bénéficie d'un climat tempéré, avec en moyenne quelques jours de plus de soleil que la moyenne du pays (2 100 heures par année), et environ 900 mm de précipitations. En hiver, il peut geler, mais pas souvent.
| Mois                               | janvier | février | mars | avril | mai | juin | juillet | août | septembre | octobre | novembre | décembre | Année |
| ---------------------------------- | ------- | ------- | ---- | ----- | --- | ---- | ------- | ---- | --------- | ------- | -------- | -------- | ----- |
| Maximales (°C)                     | 22,4    | 22,7    | 21,3 | 18,8  | 16  | 13,8 | 13,2    | 13,8 | 15,3      | 17      | 18,8     | 20,7     | 17,8  |
| Minimales (°C)                     | 14      | 14      | 12,9 | 10,6  | 8,5 | 6,5  | 5,6     | 6,2  | 8         | 9,6     | 10,9     | 12,8     | 10    |
| Précipitations (mm)                | 62      | 65      | 68   | 71    | 81  | 82   | 88      | 70   | 72        | 81      | 74       | 70       | 882   |
| Source : NIWA Science climate data |         |         |      |       |     |      |         |      |           |         |          |          |       |

## District de Wanganui

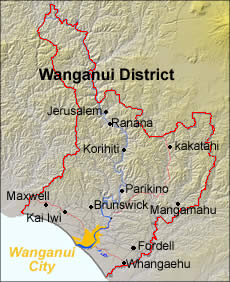
Carte du district.

Le conseil du district de Wanganui est né de la fusion des conseils de comté de Wanganui et Waitotara avec le conseil municipal de Wanganui. Le district a une superficie de 2 373 km2, surtout de terrain assez accidenté autour de la vallée du Whanganui. Une grande partie est comprise dans l'enceinte du parc national de Whanganui.
Tous sauf 4 500 habitants du district habitent la ville de Wanganui. Il y a donc peu d'établissements autour, dont le plus important serait Jerusalem.

## Sport
Wanganui possède l'un des clubs de rugby à XV les plus anciens du pays, le Wanganui Rugby Football Union, mais il n'a jamais gagné le Ranfurly Shield. Le district a donné naissance de plusieurs joueurs des All Blacks, dont Andrew Donald, Bill Osborne, Buff Milner, George Bullock-Douglas, Harrison Rowley, John Blair, John Hogan, Moke Belliss, Mona Thomson, Pat Potaka, Peina Taituha, Peter Johns, Peter McDonnell, Peter Murray, Peter Henderson, Sandy McNicol et Glen Osborne.

## Jumelages
Wanganui est jumelée avec :
- Reno (États-Unis) depuis 1974[6] ;
- Toowoomba (Australie) depuis 1983 ;
- Nagaizumi (Japon) depuis 1988.

## Personnalité
- Joline Henry (1982- ), joueuse de netball, y est née.